# Клодт Петро Карлович
Клодт (Клодт фон Юргенсбург) Петро Карлович (рос. Клодт Пётр Карлович, нім. Peter Clodt von Jürgensburg, 24 травня (5 червня) 1805, Петербург — 8 (20 листопада) 1867 року, миза Халала, Фінляндія) — російський скульптор німецького походження, майстер ливарної справи. Серед його творів — постать князя Володимира до Пам'ятника князю Володимиру у Києві (у співавторстві). Був у дружніх стосунках з Т. Г. Шевченком.